# بيل غالاغير
بيل غالاغير (بالإنجليزية: Alfred William Gallagher)‏ هو فلاح ومهندس نيوزيلندي، ولد في 17 مايو 1911، وتوفي في 8 أغسطس 1990.